# Ismael Quílez
Ismael Alberto Quílez (Santa Fe, 2 ottobre 1988) è un calciatore argentino, difensore del General Caballero (JLM).

## Carriera

### Club
Proveniente dalle sue giovanili, debutta da professionista con il Colón (SF) nel 2008. Nel luglio del 2012 passa al Quilmes.

### Nazionale
Nel 2011 debutta con la nazionale argentina.